# Phomopsis caricae-papayae
Phomopsis caricae-papayae är en svampart som beskrevs av Petr. & Cif. 1930. Phomopsis caricae-papayae ingår i släktet Phomopsis och familjen Diaporthaceae.   Inga underarter finns listade i Catalogue of Life.